# Peacock Ridge
Peacock Ridge är en bergstopp i Antarktis. Den ligger i Östantarktis. Australien gör anspråk på området. Toppen på Peacock Ridge är 380 meter över havet.
Terrängen runt Peacock Ridge är platt österut, men västerut är den kuperad. Terrängen runt Peacock Ridge sluttar brant västerut. Trakten är obefolkad. Det finns inga samhällen i närheten.